# Verbascum urceolatum
Verbascum urceolatum är en flenörtsväxtart som beskrevs av Hub.-mor.. Verbascum urceolatum ingår i släktet kungsljus, och familjen flenörtsväxter. Inga underarter finns listade i Catalogue of Life.